# イガイ科
イガイ科（イガイか、Mytilidae）は、 二枚貝綱翼形亜綱の1科である。また、貧歯類 Dysodonta・イガイ目 Mytiloida・イガイ上科 Mytiloidea それぞれの、現生の科としては唯一の科でもある。

## 特徴
貧歯類の名のとおり、蝶番部の鉸歯がないかほとんどない貧歯型 (dysodont) である。
貝殻は殻頂が前側に偏り三角形状になったものが多い。内側には真珠光沢がある。
炭酸塩の結晶で出来ており、外側の色は青黒いか、茶色または黄色がかっている。身は外套膜に覆われており、筋肉で出来た貝柱が2つある。育った地域のプランクトンによって筋肉の色は変化する。筋肉の足で動くことができ、ビソジェン腺から出る把握力をもつ足糸で物にしっかりとくっつく。えらは2つあり、1時間に3リットルの海水を循環させ、取り込んだプランクトンを吻針で咀嚼し、加水分解して消化する。
雄と雌は分化しており、晩春から初秋にかけて、年に数回産卵する。1回の産卵で100万個の卵を放出するが、大人になれるのは数個といわれる。

## 分類
- ヒバリガイ亜科 Modiolinae - ヒバリガイ など
- イシマテ亜科 Lithophaginae - イシマテ など
- キザミガイ亜科 Crenellinae - キザミガイ、ホトトギスガイ など
- イガイ亜科 Mytilinae - イガイ、カワヒバリガイ、ムラサキイガイ など

### 属
種数はWoRMS、和名は風樹館所蔵標本・BISMaLなどによる。
- Adipicola Dautzenberg, 1927 - 9種、スエヒロマユイガイ・ヒラノマクラ
- マユイガイ属 Adula H. Adams & A. Adams, 1857 - 7種、マユイガイ
- Amygdalum Megerle von Mühlfeld, 1811 - 11種、ヌリツヤホトトギス・マボロシガイ
- †Arcoperna Conrad, 1865
- ホトトギスガイ属 Arcuatula Jousseaume in Lamy, 1919 - 11種、ホトトギスガイ
- Arenifodiens Wilson, 2006 - 1種
- Arvella Bartsch in Scarlato, 1960 - 4種、コキザミガイ
- Aulacomya Mörch, 1853 - 4種、マゼランイガイ
- シンカイヒバリガイ属 Bathymodiolus Kenk & B.R. Wilson, 1985 - 22種、シンカイヒバリガイ
- Benthomodiolus Dell, 1987 - 3種、ゲイコツマユイガイ
- ヌリマクラ属 Botula Mörch, 1853 - 6種、ヌリマクラ
- スキゲヒバリガイ属 Brachidontes Swainson, 1840 - 29種、スキゲヒバリガイ・ヒバリガイモドキ
- Choromytilus Soot-Ryen, 1952 - 3種、ナナイロイガイ
- Ciboticola Iredale, 1939 - 2種
- チゴキザミガイ属 Crenella T. Brown, 1827 - 12種
- Dacrydium Torell, 1859 - 29種、キタノヒバリガイ・ミジンヒバリガイ
- Exosiperna Iredale, 1929 - 3種
- Fungiacava Goreau, Soot-Ryen & Yonge, 1969 - 1種
- Geukensia Van de Poel, 1959 - 2種、スジヒバリガイ
- Gibbomodiola Sacco, 1898 - 3種
- オオマユイガイ属 Gigantidas Cosel & Marshall, 2003 - 2種、オオマユイガイ
- Gregariella Monterosato, 1884 - 17種、チヂミタマエガイ
- Idas Jeffreys, 1876 - 12種、キザミバマユイガイ
- Ischadium Jukes-Browne, 1905 - 1種、ソリカエリイガイ
- Jolya Bourguignat, 1877 - 5種、ヌバタママクラ
- イシマテ属 Leiosolenus Carpenter, 1857 - 24種、イシマテ、カクレイシマテ
- カワヒバリガイ属 Limnoperna Rochebrune, 1882 - 8種、カワヒバリガイ
- Lioberus Dall, 1898 - 4種
- シギノハシガイ属 Lithophaga Röding, 1798 - 17種、イスカノハシガイ・シギノハシガイ・クロシギノハシガイ
- Modiolatus Jousseaume, 1893 - 10種、サザナミマクラ
- Modiolula Sacco, 1897 - 1種
- ヒバリガイ属 Modiolus Lamarck, 1799 - 34種、ヒバリガイ・コケガラス
- タマエガイ属 Musculus Röding, 1798 - 32種、タマエガイ
- Mytella Soot-Ryen, 1955 - 4種
- Mytilaster Monterosato, 1884 - 5種
- イガイ属 Mytilus Linnaeus, 1758 - 9種、イガイ・ムラサキイガイ
- ミドリイガイ属 Perna Philipsson, 1788 - 3種、ミドリイガイ
- Perumytilus Olsson, 1961 - 1種
- Rhomboidella Monterosato, 1884 - 10種
- Semimytilus Soot-Ryen, 1955 - 2種
- クジャクガイ属 Septifer Dunker, 1848 - 10種、クジャクガイ・ムラサキインコガイ
- Sinomytilus Thiele, 1934 - 3種
- Solamen Iredale, 1924 - 10種、キサガイモドキ
- Stavelia Gray, 1858 - 1種、ナンヨウイガイ
- Tamu Gustafson, Turner, Lutz & Vrijenhoek, 1998 - 1種 Tamu fisheri
- Trichomya Ihering, 1900 - 1種、ケガイ
- Urumella Hayami & Kase, 1993 - 1種、ウルマヒバリガイ
- Vilasina Bartsch in Scarlato, 1960 - 5種、カザリツヤタマエガイ
- Vulcanidas Cosel & B.A. Marshall, 2010 - 1種
- Zelithophaga Finlay, 1926 - 1種

## 食材

### 欧米
主にヨーロッパ各地の料理で利用される。料理法としてはペスカトーレ、パエリア、ブイヤベース、ワイン蒸しなどがある。特にフランス料理、イタリア料理、スペイン料理など南ヨーロッパで多用される。またベルギーのムール貝料理は有名で、タマネギやリーキとともに蒸し煮にしたムール・マリニエール (Moules Marinière)・「ムール貝のビール煮」という郷土料理がある。トルコにはムール貝の外套膜の中に詰め物をしたミディエ・ドルマス（midye dolması、「ムール貝のドルマ」）という料理があり、メゼとして供される。

### 日本
日本では、伝統的にイガイが利用されるほか、ムラサキイガイがイガイと同様に利用されることもある。野生のムラサキ貝が各地の磯や防波堤などに群生しているのが見られるが、身が小粒で食材には適さない場合が多い。また貝毒の危険があり注意が必要。
また、同じイガイ科のムラサキインコは日本全国の沿岸に生息しており、非常に美味なダシが出る貝として知られている。地域によっては食用として販売されることもある。
食用以外の利用法として釣りえさになることがある。
広島県廿日市市では生け簀で天然物のムール貝から牡蠣の養殖と同様に再養殖し、大型化して養殖して出荷される。

### ムール貝
フランス語のムール (moule) は、イガイ科全般を広く意味する言葉である。英語のマッスル (mussel) はイガイ科およびイシガイ目、カワホトトギス科をも含む名称である。
現在のフランス産のムール貝は養殖物が多い。伝統的なムール貝の養殖には3種類の方法があり、どの方法で養殖されたかという情報も商品に付与される。
平地式・平面式
遠浅で海流の穏やかな海底に直接ムール貝を撒く方法。他の養殖方法が困難な場所でこの方法が取られるが、ヘドロが発生しやすいので海底のメンテナンスが必要となる。主な漁場はブルターニュ、シェルブール周辺など。
ブショ(bouchots)式
海底に4-6メートルの高さの杭を2列に並べて打ち、貝をとり付かせるためのロープを渡す方法。13世紀にアイルランド人のパトリック・ウォルトンによって伝えられたとされる。主な漁場はラ・ロシェルからノワールムティエ島の間、ノルマンディ海岸など。
懸垂式
筏などから海底に向かってロープを垂らし、幼生を付着させる方法。干満が激しくない場所、もしくは水深が深い場所に向いている。スペインのリアス式の湾内や地中海沿岸などで行われている。
フランス産の天然物と呼ばれるムール貝には、産地で捕獲した後に衛生管理が認められた施設できれいな水に浸けて洗浄する再浸処理品と、汚染されていない砂州で採れる品の2種類がある。天然のムール貝は養殖物に比べ、肉が薄く味も良くないとされ、価値が年々落ちてきている。現在は北アメリカの太平洋沿岸、フィリピン、オーストラリア、ニュージーランド、インドの沿岸でムール貝とよく似た別の貝が盛んに水揚げされ、消費されている。

## 参考資料
- マグロンヌ・トゥーサン＝サマ 著、玉村豊男 訳『世界食物百科』原書房、1998年。ISBN 4562030534。